# Max Pinkus
Max Pinkus (ur. 3 grudnia 1857 w Prudniku, zm. 19 czerwca 1934 tamże) – niemiecki przedsiębiorca, bibliofil i mecenas sztuki pochodzenia żydowskiego.

## Życiorys

### Drzewo genealogiczne

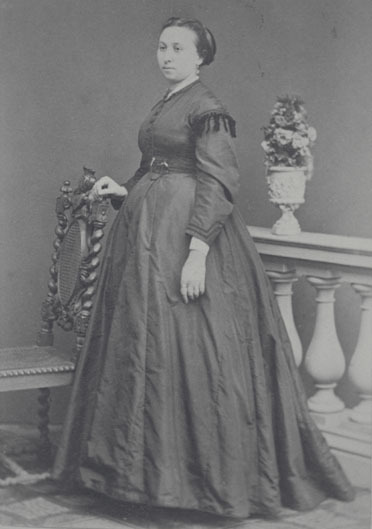
Augusta Pinkus (z domu Fränkel), matka Maxa

| 4. Chajim Josef Pinkus (1771–1850) |  |                                |  |  |                           |
|                                    |  | 2. Josef Pinkus (1829–1909)    |  |  |                           |
| 5. Blümele Proskauer (1806–1899)   |  |                                |  |  |                           |
|                                    |  |                                |  |  | 1. Max Pinkus (1857–1934) |
| 6. Samuel Fränkel (1801–1881)      |  |                                |  |  |                           |
|                                    |  | 3. Augusta Fränkel (1838–1919) |  |  |                           |
| 7. Ester Polke (1802–1879)         |  |                                |  |  |                           |
|                                    |  |                                |  |  |                           |

### Wczesne lata
Był synem bogatego prudnickiego przemysłowca Josefa Pinkusa (1829–1909) i Augusty Fränkel (1838–1919). Jego młodsza siostra Hedwig (1864–1948) 14 sierpnia 1883 w prudnickiej synagodze poślubiła lekarza Paula Ehrlicha (1854–1915), przyszłego laureata Nagrody Nobla (1908 r.) za osiągnięcia w dziedzinie immunologii.
Matka Maxa była córką Samuela Fränkla (1801–1881), który w Prudniku osiadł w 1827 roku i założył tam tkalnię lnu i adamaszku „S. Fränkel” w 1845 (późniejsze ZPB „Frotex” przy obecnej ul. Nyskiej). Z upływem lat firma znana była w całej Europie, należała do największych firm tekstylnych w Niemczech. Dzięki małżeństwu Augusty z Josefem Pinkusem stał się on, obok synów Fränkla, wspólnikiem firmy i przyczynił się poważnie do jej rozwoju. Po śmierci teścia został faktycznym kierownikiem firmy.
13 maja 1888 Max ożenił się z Hedwig Oberländer (5 lipca 1868 – 17 sierpnia 1920). Mieli dwóch synów: Hansa Huberta (1891–1977), młodszego Klausa Valentina i córkę Alice.

### Kariera
Max Pinkus uczęszczał do szkoły tkackiej w Lyonie we Francji, odbył staże w centrach przemysłu tekstylnego Wielkiej Brytanii i Stanów Zjednoczonych. Przeszedł wszystkie szczeble kariery zawodowej w rodzinnej firmie, biorąc za nią pełną odpowiedzialność po śmierci ojca w 1909. Przyczynił się do umocnienia jej znaczenia na świecie, produkty eksportowane były nie tylko do większości krajów europejskich, ale też do Stanów Zjednoczonych. Podobnie jak jego dziadek i ojciec, Max finansował wiele przedsięwzięć służących pracownikom fabryki i mieszkańcom miasta: stworzył fundusz emerytalny dla robotników firmy, fundował stypendia dla uczniów prudnickiego gimnazjum, zbudował szpital, którego utrzymanie sam finansował do 1918, kiedy to przekazał go miastu. Przy fabryce działała własna gazownia, elektrownia, warsztaty rzemieślnicze, szkoła zawodowa, liczne urządzenia socjalne dla pracowników (łaźnia, stołówka, świetlice).
Podobnie jak ojciec, Max brał czynny udział w życiu publicznym, był członkiem wielu stowarzyszeń i organizacji gospodarczych, politycznych i społecznych: w 1911 nadano mu tytuł królewsko-pruskiego radcy handlowego, był honorowym członkiem Zrzeszenia Śląskich Przemysłowców Tekstylnych, od 1923 pełnił funkcję zastępcy przewodniczącego Izby Handlowej w Opolu, kilkadziesiąt lat był radnym w Prudniku, honorowym przewodniczącym Bractwa Strzeleckiego. W 1927, z okazji swoich 70. urodzin, został honorowym obywatelem Prudnika.
Śmierć żony w 1920, kryzys gospodarczy po I wojnie światowej spowodował załamanie nerwowe i próbę samobójstwa. Pobyt w sanatorium w Berlinie oraz podróż dookoła świata przywróciły mu równowagę psychiczną. Zajął się swoją biblioteką, utrzymywaniem szerokich kontaktów z przyjaciółmi i prowadzeniem z nimi szerokiej korespondencji.
W 1926 przekazał kierownictwo firmy starszemu synowi. Hans Hubert kierował fabryką do 1938, kiedy to naziści odebrali mu fabrykę, a on sam wyjechał do Anglii.

### Biblioteka Śląska

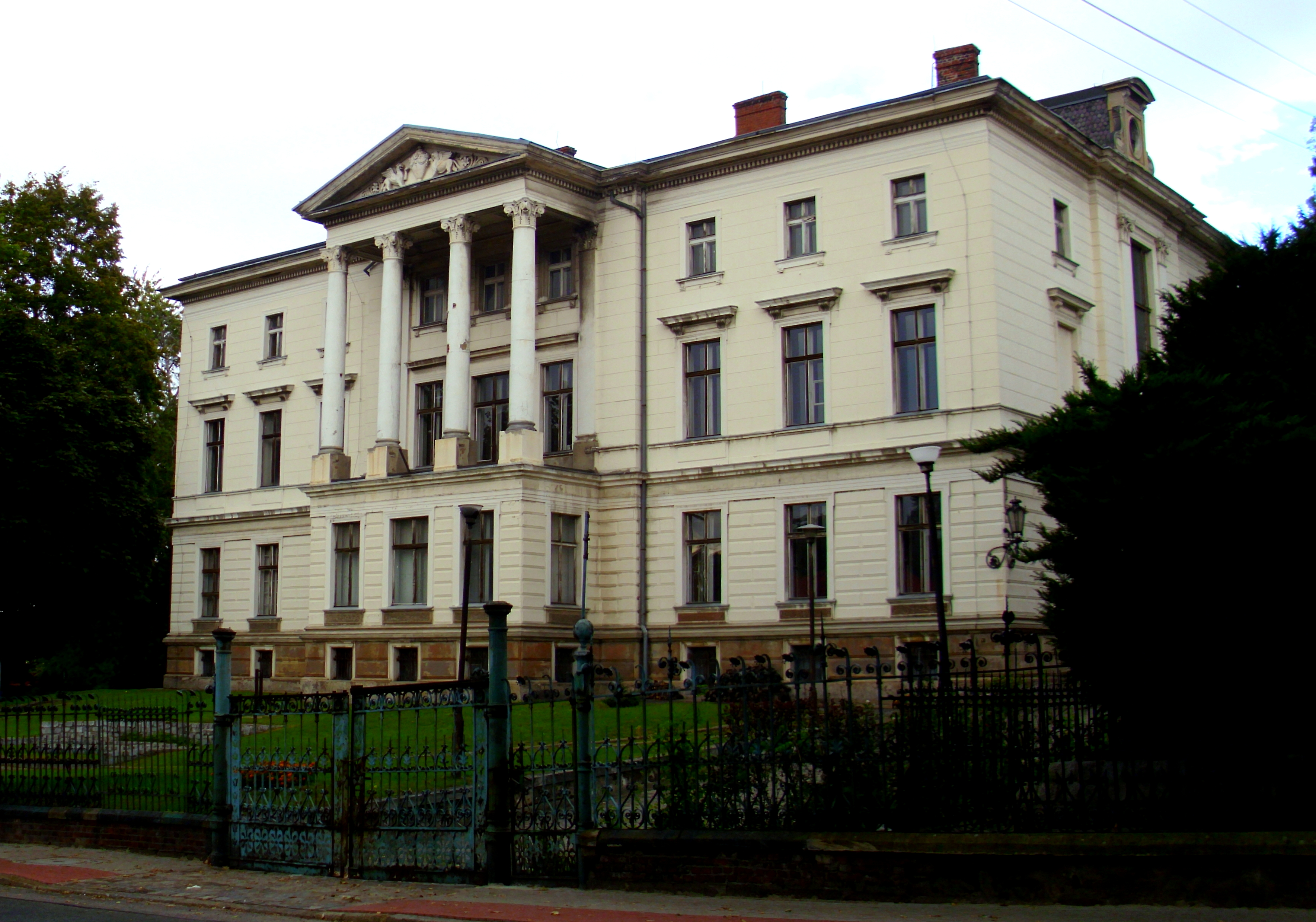
Willa przy ul. Nyskiej 2 w Prudniku, w której znajdowała się Biblioteka Śląska

Dziełem życia Maxa Pinkusa było stworzenie Biblioteki Śląskiej w jego willi, której celem było zebranie dzieł dotyczących Śląska ze wszystkich dziedzin: historii, prawodawstwa, ludoznawstwa, literatury pięknej, przyrody, religii. Dzieliła się na dwie części: w pierwszej znajdowały się dzieła dotyczące historii i kultury Śląska, w tym wiele dokumentów historycznych, rękopisów, kronik, monografii, czasopism, zbiory geograficzne i biologiczne. W drugiej części zgromadzone zostały pierwsze wydania lub rękopisy śląskiej literatury pięknej, m.in. Josepha von Eichendorffa, Angelusa Silesiusa, Martina Opitza, Jakoba Böhmego, po współczesnych: Hermanna Stehra i Gerharta Hauptamnna.
Dział dotyczący twórczości Gerharta Hauptmanna, należał do najbardziej znanych, oprócz wszystkich dzieł poety zawierał wydania zbiorowe z autografami autora (wydania sprzed 1933), druki młodzieńcze (sprzed 1889), listy, autografy, artykuły prasowe o nim i autorstwa samego noblisty. Bibliografia dzieł Hauptmanna przygotowana przez Wiktora Ludwiga na polecenie i koszt Maxa Pinkusa, oparta była wyłącznie na zbiorach Biblioteki Śląskiej (pierwsze wydanie 1922, drugie, rozszerzone w 1932). Po śmierci Maxa Bibliotekę Śląską liczącą ok. 25 000 tomów odziedziczył młodszy syn Klaus. W 1936 część zbiorów sprzedana została do Górnośląskiej Biblioteki Krajowej w Bytomiu, część do Biblioteki Uniwersyteckiej we Wrocławiu. Większość zbiorów zaginęła podczas II wojny światowej.
Biblioteka Śląska była dziełem tylko jednego człowieka, na tym polegała jej wyjątkowość. Max Pinkus udostępniał ją bardzo chętnie do badań naukowych uczonym, pisarzom, artystom, studentom z całego świata.

### Przyjaźń z Gerhartem Hauptmannem
Jego liczni przyjaciele z kraju i z zagranicy opisywali go jako człowieka skromnego, życzliwego, otwartego, gotowego do pomocy. Utrzymywał kontakty z całym światem prowadząc bogatą korespondencję. Był wielkim niemieckim patriotą, dumnym z dorobku naukowego i duchowego swoich rodaków. Tym bardziej bolesnym w jego życiorysie są dwa ostatnie lata jego życia, gdzie po dojściu Hitlera do władzy, spotkały go dyskryminacja, izolacja, poniżenie i prześladowania z powodu żydowskiego pochodzenia.
Do przyjaciół Maxa należał Hermann Stehr, który był częstym gościem w jego prudnickim domu, gdzie napisał m.in. swoje opowiadanie Lutnik (1926).
Do szczególnie wartościowych i szczerych należała przyjaźń z Gerhartem Hauptmannem. Spotykali się kilka razy w roku w Rapallo, w Jagniątkowie, albo na Hiddensee, na premierach sztuk noblisty, Hauptmann przyjeżdżał również do Prudnika. Max Pinkus służył radą i pomocą Margarecie Hauptmann przy porządkowaniu Archiwum Hauptmanna (przy pomocy sekretarzy Ludwika Jaunera i następnie Elisabeth Jungmann). Sfinansował wykonanie fresków w tzw. Hali Rajskiej w jagniątkowskiej willi Gerharta Hauptmanna (monumentalne freski wykonał Johannes Maximilian Avenarius w 1922). Hauptmann szczególnie cenił przyjaźń z Pinkusem, utwalił jego postać w dramatach: Czarna maska [Schwarze Maske] 1928, Przed wschodem słońca [Vor Sonnenuntergang] 1931, Die Finsternisse 1937 (wydane dopiero po II wojnie światowej).

### Śmierć

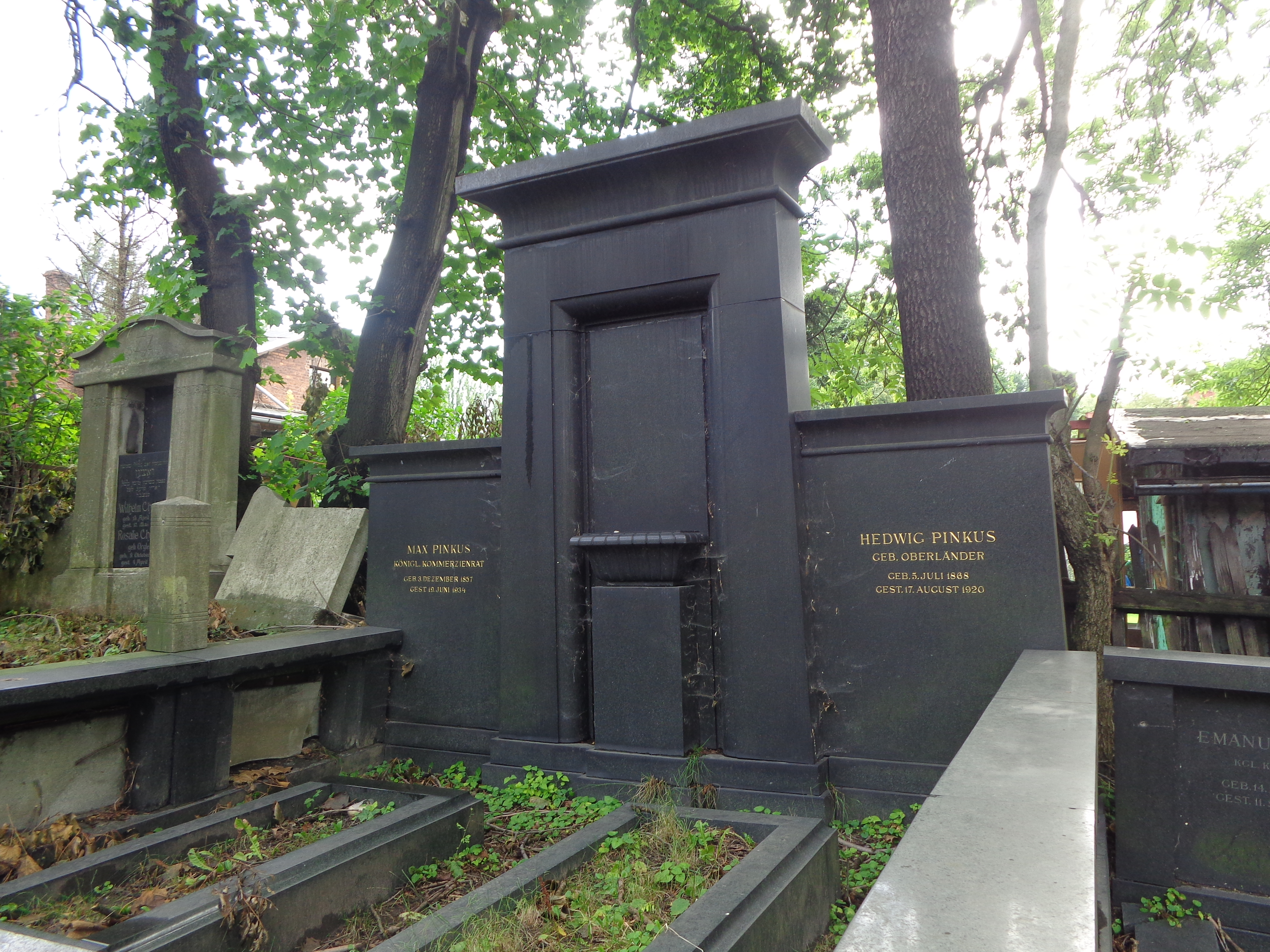
Grobowiec Maxa Pinkusa i jego żony Hedwig

Zmarł 19 czerwca 1934 na zawał mięśnia sercowego w wieku 77 lat w swojej bibliotece. Został pochowany na cmentarzu żydowskim w Prudniku przy ul. Kolejowej. Czasy hitlerowskie i szerzący się antysemityzm spowodował, że uroczystości pogrzebowe odbyły się w ściśle rodzinnym gronie, bez udziału przedstawicieli władz miasta. Uczestniczyli w nich (jako jedyni nie-Żydzi) Gerhart i Margaretha Hauptmann.